# (4376) Shigemori
(4376) Shigemori (1987 FA) – planetoida z pasa głównego asteroid okrążająca Słońce w ciągu 3,34 lat w średniej odległości 2,23 j.a. Odkryta 20 marca 1987 roku.